# 哈蒙德 (印第安纳州)
哈蒙德（英語：Hammond）是美国印第安纳州湖郡的一座城市。